# Бен-Якоб, Эшель
Эшель Бен-Якоб (ивр. אשל בן-יעקב‎; 13 апреля 1952, Хайфа — 5 июня 2015, Тель-Авив) — израильский физик, биофизик, специалист по Biocomplexity. Доктор философии (1982), профессор Тель-Авивского университета и адъюнкт-профессор Университета Райса (США), иностранный член Американского философского общества (2014).

## Биография
Вырос в Эвен-Йехуда.
Окончил Тель-Авивский университет (бакалавр физики), где учился в 1969—1971 и 1974—1975 гг., там же получил степени магистра magna cum laude (1978) и доктора философии summa cum laude (1982) — обе по физике и под началом Йосефа Имри, занимался там для этого с 1975 по 1982 год. В 1976 году также получил сертификат по системному анализу в Технионе.
В 1972—1978 гг. на службе в ВМФ.
В 1981—1984 гг. фелло-постдок в Kavli Institute for Theoretical Physics Калифорнийского университета в Санта-Барбаре.
В 1984—1989 гг. ассистент-профессор Мичиганского университета.
С 1986 года в Тель-Авивском университете: первоначально старший лектор, с 1987 года ассоциированный профессор, с 1992 года полный профессор физики; в 1997—2000 гг. заведующий кафедрой.
Также с 2012 года адъюнкт-профессор биохимии и цитологии Университета Райса и адъюнкт-профессор медицинской физики медицинского центра «Асаф ха-Рофе».
В 2001—2004 гг. президент Израильского физического общества, перед чем с 1998 года его вице-президент. Фелло Американского физического общества.
Отмечен Landau Prize (1986), Siegle Research Prize НАН Израиля (1996), Weizmann Prize (2013).
Кавалер ордена Звезды итальянской солидарности (2008).